# Styrassic Park

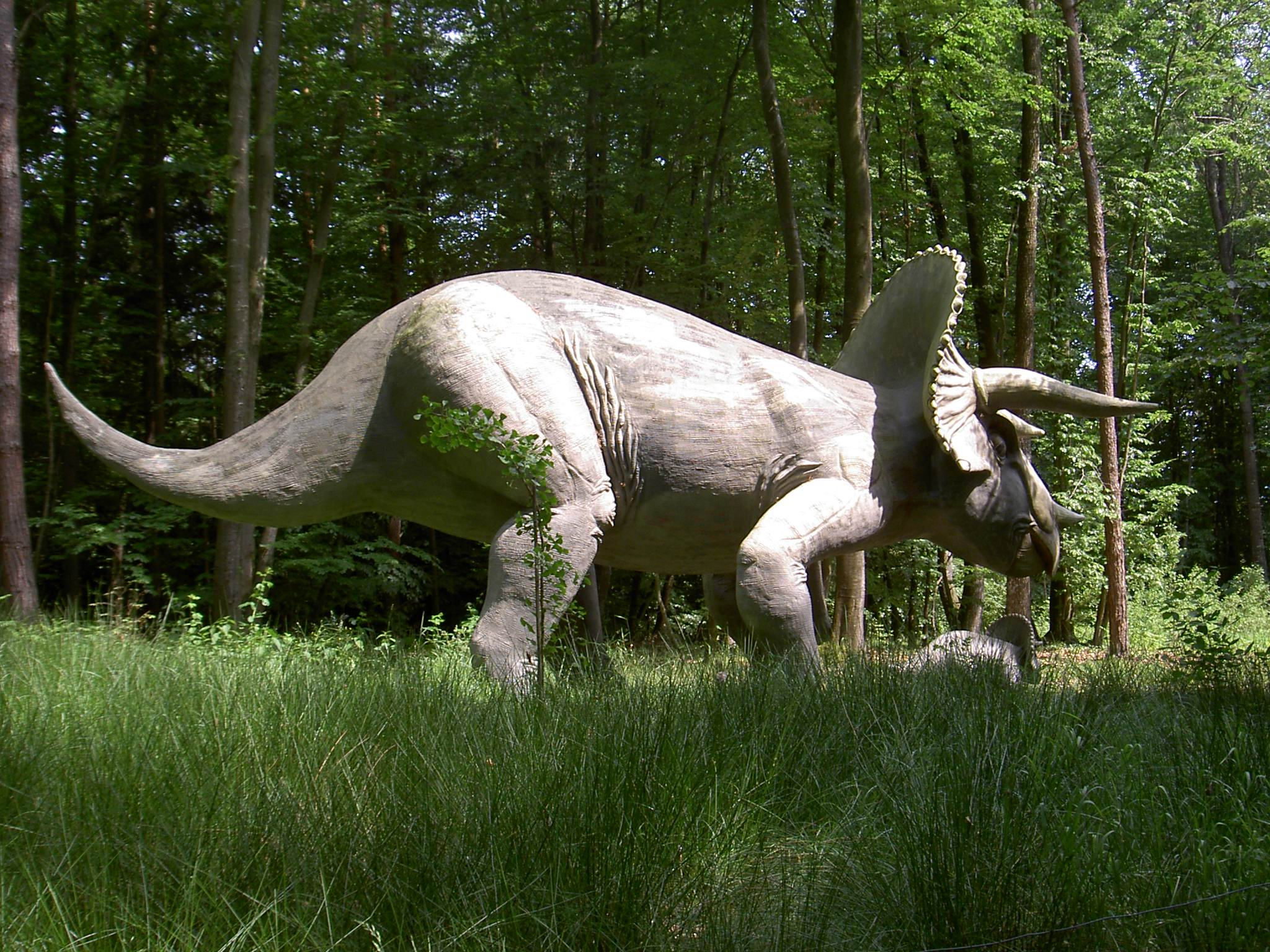
Styrassic Park in Bad Gleichenberg

Der Styrassic Park ist ein Freizeitpark in der Gemeinde Bad Gleichenberg in der Steiermark. Der Saurierpark umfasst mehr als 95 lebensgroße Nachbauten von Dinosauriern. Er kann mittels Tageseintritt besucht werden oder im Rahmen eines Baumhotel-Aufenthaltes. Es werden jährlich über 100.000 Besucher gezählt.

## Entstehung
Die Oststeiermark gehört zu einer vulkanischen Zone am Alpenrand, die auch reich an Thermalquellen ist, und als Vulkanland touristisch auftritt. Der Thermalkurort Bad Gleichenberg selbst liegt am Fuß erloschener Vulkane. Deshalb erschien es auch ein interessantes Angebot, einen Themenpark zur Urgeschichte des Raumes anzulegen.
Der Name „Styrassic Park“ setzt sich aus dem lateinisch-englischen Namen der Steiermark, Styria, und dem bekannten Jurassic Park zusammen. Eröffnet wurde der Park am 27. März 1999. Unter der wissenschaftlichen Leitung der Humboldt-Universität zu Berlin arbeiteten über 30 Künstler über eine Zeit von etwa 21.400 Arbeitsstunden für die ersten 60 Dinosaurierfiguren bis 2015. Bis dahin wurden etwa 400 Tonnen Beton und 30 Tonnen Stahl verarbeitet.

## Programm
Der Park soll das Gefühl einer Zeitreise und eines Zusammenlebens mit den Dinosauriern vermitteln. Den Besuchern werden die klassischen „Saurierzeiten“  Kreide oder Jura nähergebracht, aber auch die jüngeren „Eiszeitalter“ des Tertiärs. Im Vordergrund stehen jene Dinosaurier, die in der Nähe des steirischen Vulkanlandes lebten wie etwa der Struthiosaurus austriacus oder der Ajkaceratops aus Ungarn.
Neben den Skulpturen selbst werden im Dinosauerierpavillon auch echte Fossilien und Informationsmaterial geboten. Es gibt ein Kino sowie eine regelmäßige Vorführung des „lebendigen“ Spinosaurus und einen simulierten Vulkan.
Begleitend gibt es Infrastruktur wie ein Restaurant, einen Spielplatz mit Rutsche, einen Kletterpark, Dino-Kettenfliegerkarussell, Top Spin Ride Schaukel, Dinozahn-Gieß-Station, ....